# Ľubomír Luhový
Ľubomír Luhový, född 31 mars 1967, är en slovakisk tidigare fotbollsspelare.
Ľubomír Luhový spelade 11 landskamper för det tjeckoslovakiska landslaget och slovakiska landslaget.